# Samsung Galaxy M54
Il Samsung Galaxy M54 5G è uno smartphone di fascia media prodotto da Samsung, facente parte della serie Samsung Galaxy M.

## Caratteristiche tecniche

### Hardware
Il Galaxy M54 5G è uno smartphone con form factor di tipo slate, le cui dimensioni sono 164.9 x 77.3 x 8.4 mm e pesa 199 grammi
Il dispositivo è dotato di connettività GSM, HSPA, LTE e 5G, di Wi-Fi 802.11 a/b/g/n/ac dual-band con supporto a Wi-Fi Direct e hotspot, di Bluetooth 5.3 con A2DP e LE, di GPS con A-GPS, BeiDou, GALILEO, GLONASS e NavIC e di NFC. Ha una porta USB-C 2.0.
È dotato di schermo touchscreen capacitivo da 6,7 pollici di diagonale, di tipo Super AMOLED Plus, angoli arrotondati e risoluzione FHD+ 1080 × 2400 pixel. Supporta il refresh rate a 120 Hz. Come protezione usa il Gorilla Glass 5.
La batteria ai polimeri di litio da 6000 mAh non è removibile dall'utente. Supporta la ricarica ultra-rapida a 25 W.
Il chipset è un Samsung Exynos 1380 con CPU octa core (4 core Cortex-A78 a 2,4 GHz e 4 core Cortex-A55 a 2 GHz). La memoria interna è di 128 o 256 GB espandibili con microSD sino a 1 TB, mentre la RAM è di 8 GB.

### Fotocamera
La fotocamera posteriore ha un sensore principale da 108 megapixel, con apertura f/1.8, uno da 8 MP ultra-grandangolare e una da 2 MP per le macro, è dotata di autofocus PDAF, stabilizzazione OIS, modalità HDR e flash LED, in grado di registrare al massimo video 4K a 30 fotogrammi al secondo, mentre la fotocamera anteriore è singola da 32 MP con apertura f/2.2 e registrazione video massimo in 4K@30 fps.

### Software
Il sistema operativo è Android 13. Ha l'interfaccia utente One UI 5.1.